# Charles Clapp III
Charles Clapp III, né le 11 janvier 1959 à Providence (Rhode Island), est un rameur d'aviron américain. 

## Carrière
Charles Clapp III participe aux Jeux olympiques de 1984 à Los Angeles et remporte la médaille d'argent avec le huit américain composé de Chip Lubsen, Andrew Sudduth, John Terwilliger, Thomas Darling, Fred Borchelt, Christopher Penny, Bruce Ibbetson et Robert Jaugstetter.